# Neutronenster

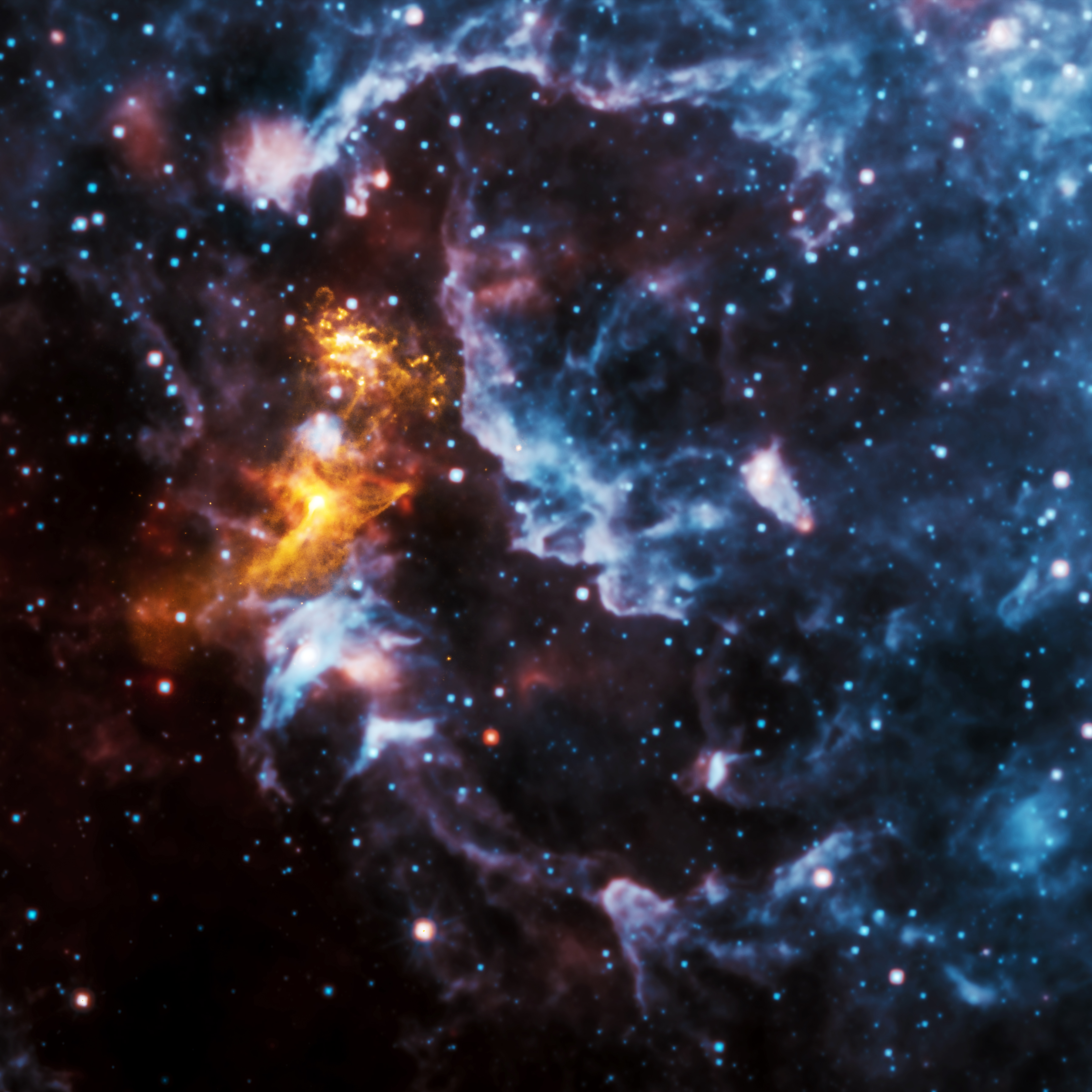
De straling van de pulsar PSR B1509-58, een snel roterende neutronenster, doet het nabije gas oplichten in röntgenstraling (hier goudkleurig) gemeten met de Chandra. Ook de rest van de nevel licht op, hier zichtbaar in het infrarood (blauw en rood), gemeten met de WISE.

Een neutronenster is een ineengestorte kern van een reuzenster, die voor de implosie een totale massa had tussen 10 en 29 zonsmassa's. Neutronensterren zijn het kleinst van alle sterren en hebben de hoogste dichtheid, tenzij men een zwart gat als een ster beschouwt. Neutronensterren hebben een straal van ruwweg 10 kilometer en een totale massa van minder dan 2,16 zonsmassa's.
Een neutronenster is het resultaat van een combinatie van een supernova-explosie en een zwaartekrachtimplosie van een zware ster, waardoor de dichtheid van de sterkern voorbij het witte-dwergstadium wordt gebracht, tot aan het niveau van atoomkernen.
Als een neutronenster eenmaal gevormd is wordt er niet langer warmte in gegenereerd en koelt ze alleen nog maar af. Er kunnen echter wel door accretieprocessen of botsingen nog veranderingen voorkomen. Volgens de meeste voorspellingsmodellen voor deze objecten bestaan neutronensterren bijna geheel uit neutronen; in een neutronenster zullen de elektronen en protonen uit normale materie in deze extreme omstandigheden tot bijna alleen maar neutronen combineren. Tot een verdere ineenstorting komt het niet in deze vorm van ontaarde materie, doordat de neutronen voldoende tegendruk geven. Dit wordt beschreven in het uitsluitingsprincipe van Pauli. Zoals in een witte dwerg elektronen verdere ineenstorting voorkomen, gebeurt dat nu met neutronen. Deze tegendruk is echter niet voldoende om een object van meer dan 0,7 zonsmassa in stand te houden, en dan beginnen afstotende nucleaire krachten een grotere rol te spelen in het huishouden van de massievere neutronensterren. Wanneer dit ster-overblijfsel een massa zou hebben die groter is dan de Oppenheimer-Volkofflimiet, stort het waarschijnlijk ineen tot een zwart gat.
De neutronensterren die geobserveerd kunnen worden zijn erg heet en hebben doorgaans een oppervlaktetemperatuur van ongeveer 600.000 kelvin. De dichtheid is zo gigantisch dat een luciferdoosje vol met neutronenstermaterie zo'n 3 biljoen kilo zou wegen op aarde, hetzelfde gewicht als een halve kubieke kilometer van de aardbol. Het magnetisch veld van een neutronenster heeft een waarde tussen 108 en 1015 maal zo sterk als het magnetisch veld van de aarde. Het zwaartekrachtveld aan de oppervlakte van een neutronenster is 200 miljard keer zo sterk als dat op onze planeet.
Wanneer de kern van een ster ineenstort zal de rotatiesnelheid toenemen door de wet van behoud van impulsmoment. Daardoor roteren recent gevormde neutronensterren extreem snel, tot wel honderden omwentelingen per seconde. Sommige neutronensterren zenden bundels van elektromagnetische straling uit waardoor ze detecteerbaar worden als een pulsar. Het was ook via de ontdekking van de pulsar in 1967 door Jocelyn Bell Burnell dat neutronensterren konden worden gedetecteerd. Men gaat ervan uit dat de straling van pulsars hoofdzakelijk wordt uitgezonden bij het gebied rond de magnetische polen. Wanneer deze polen niet direct naar de aarde gericht staan, maar de observatie wel in een gedeelte van de richting van deze draaiende stralen staat, ziet men pulsaties van straling, zoals bij een vuurtoren. De neutronenster met de snelst bekende rotatie is PSR J1748−2446ad, met een rotatiesnelheid van 716 maal per seconde of 43 duizend keer per minuut. Dit is een lineaire snelheid op het oppervlak van bijna een kwart van de lichtsnelheid.
Men veronderstelt dat er rond de 100 miljoen neutronensterren zijn in de Melkweg. Dit getal is verkregen door te schatten hoe veel zware sterren sinds het begin der tijden een supernova-explosie hebben ondergaan. De meeste van deze neutronensterren zullen echter koud en oud geworden zijn. Neutronensterren kunnen alleen door ons gedetecteerd worden in specifieke gevallen, zoals bij een pulsar of in een dubbelstersysteem. Als ze traag roteren en geen materie aantrekken door accretie zijn neutronensterren haast onzichtbaar. Sinds de detectie van RX J185635-3754 door de ruimtetelescoop Hubble zijn er echter een paar dichtbije neutronensterren gevonden die alleen hittestraling uitzenden. Ook soft gamma repeaters worden verondersteld een soort neutronenster te zijn met een uitzonderlijk sterk magnetisch veld, bekend onder de naam magnetar, eventueel zou het ook een neutronenster met een fossiele accretieschijf kunnen zijn.
Neutronensterren in een dubbelstersysteem kunnen accretie vertonen waarbij het systeem meestal het krachtigst uitstraalt in röntgenstraling, dat dan als een pulsar kan worden waargenomen. Ook kan zo'n proces van accretie een oudere pulsar nieuw leven in blazen en ze mogelijk in massa en rotatiesnelheid doen toenemen. Millisecondepulsars zijn neutronensterren in een accretieproces. Deze dubbelstersystemen kunnen verder evolueren en hierbij kan de begeleidende ster uiteindelijk zelfs een witte dwerg of neutronenster worden. Ook zijn er andere mogelijkheden zoals een totale destructie van de begeleider door botsing of totale absorptie denkbaar. Dergelijke samensmeltingen van neutronensterren zouden weleens de bron kunnen zijn van kortdurende gammaflitsen en zijn hoogstwaarschijnlijk krachtige bronnen van zwaartekrachtgolven. In 2017 heeft men met GW170817 de zwaartekrachtgolven van zo'n gebeurtenis opgevangen. Zwaartekrachtgolven zijn ook indirect waargenomen in het dubbelstersysteem PSR B1913+16 van twee neutronensterren.
In oktober van 2018 rapporteerden astronomen dat de opgevangen gammaflits GRB 150101B uit 2015 veel overeenkomsten had met het historische GW170817-signaal en wellicht ook het gevolg van een samensmelting van neutronensterren is geweest. De gelijkenissen tussen de twee gebeurtenissen, kijkend naar de eigenschappen van de gammastraling, optica en röntgenstraling, waren opvallend, maar ook het soort sterrenstelsel waar ze uit kwamen leek op elkaar. Deze afzonderlijke gebeurtenissen waren waarschijnlijk een kilonova, die weleens veel vaker kunnen voorkomen in het heelal dan tot nu toe werd gedacht, volgens de onderzoekers.

## Ontdekking

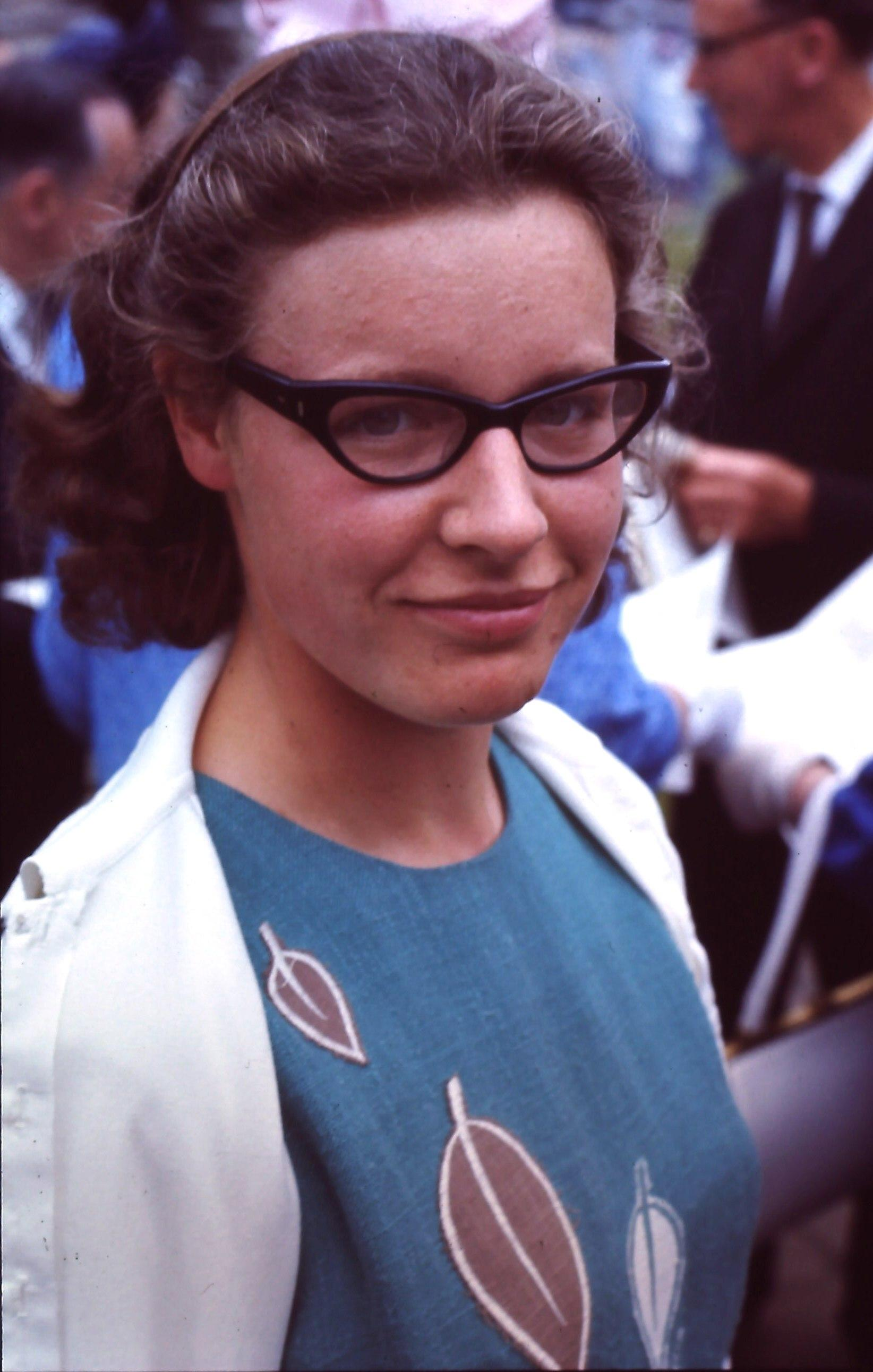
Jocelyn Bell in 1967, het jaar dat zij de eerste neutronenster ontdekte

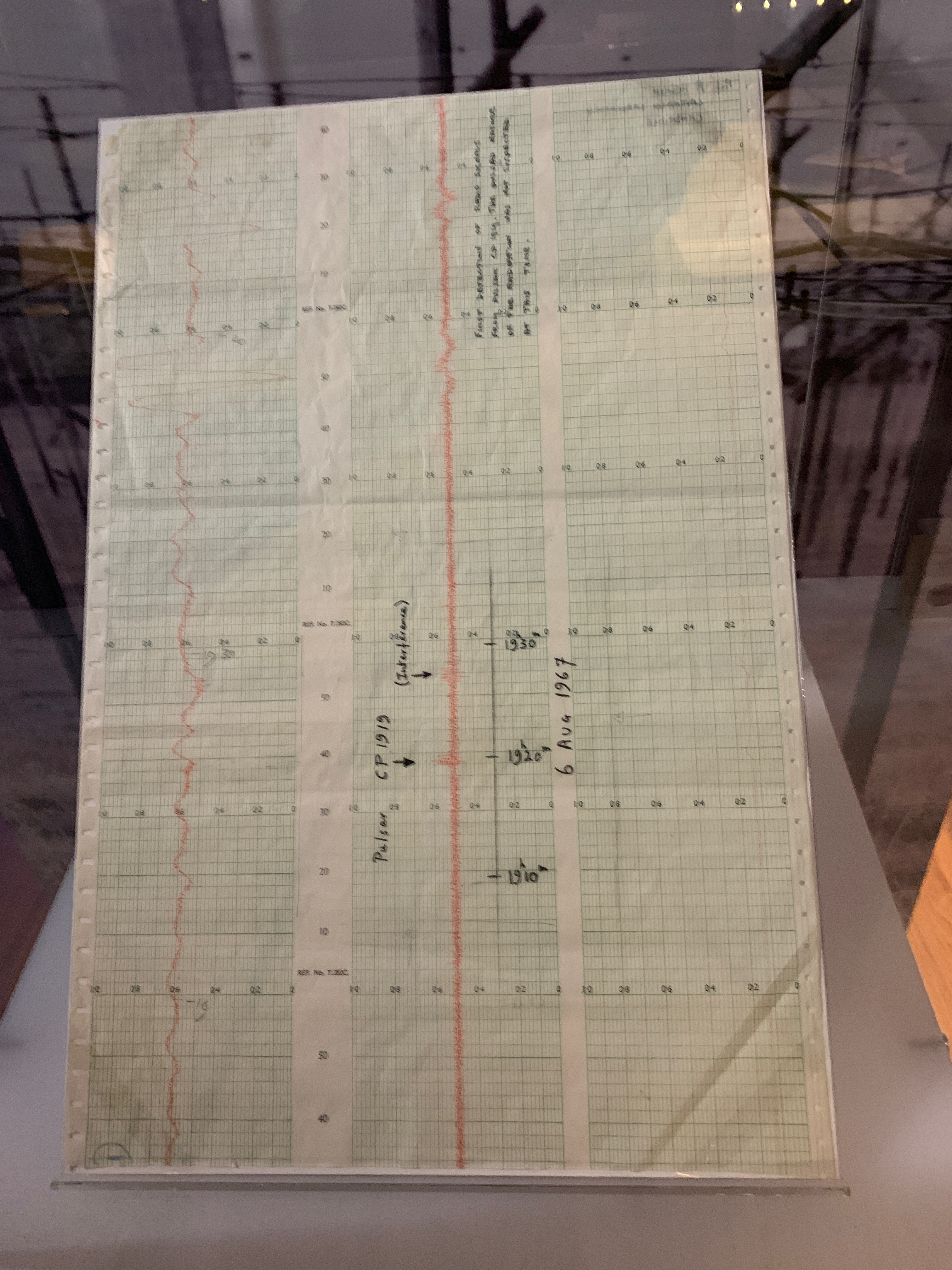
Datastrook waarop Jocelyn Bell Burnell het eerste bewijs van een pulsar ontdekte, tentoongesteld in de Universiteit van Cambridge

Het bestaan van neutronensterren werd voor het eerst voorspeld door Walter Baade en Fritz Zwicky in 1934 aan het California Institute of Technology. Meer dan dertig jaar later, in 1967, werd de eerste ontdekt door Jocelyn Bell Burnell, een doctoraatstudente aan de universiteit van Cambridge. Het was een snelroterend exemplaar, een pulsar. De vingerafdruk van deze ster was een abnormaal signaal in stralingsdata (radiogolven) uit de hemel, opgevangen door een radiotelescoop en afgedrukt via een papierbandrecorder. Het signaal had een periode van 1,337 seconden. Ze sloot uit dat het signaal van de aarde afkomstig was omdat het niet terugkwam op dezelfde positie aan de hemel na een periode van precies 24 uur (een gewone dag of zonnedag), maar na een siderische dag, die iets korter is. Het toen nog geheimzinnige hemelobject werd tijdelijk LGM (Little Green Men) gedoopt. Vandaag draagt de pulsar de naam PSR B1919+21.
De ontdekking werd gelauwerd met een Nobelprijs voor haar promotor Antony Hewish, en collega radio-astronoom Martin Ryle die de revolutionaire radiotelescopen had ontwikkeld. Bell zelf ontving in 2018 de Breakthrough Prize voor de ontdekking.

## Vormingsproces

Een simplistische weergave van het vormingsproces van een neutronenster

In een sterkern vindt door de enorme druk van diens massa kernfusie plaats. De daarbij vrijkomende energie geeft een tegendruk tegen de zwaartekracht, waardoor er een stabiel systeem ontstaat. Wanneer de voorraad waterstof opraakt, lijkt de zwaartekracht te winnen maar door de verhoogde druk smelten nu de heliumkernen samen tot koolstof. Deze nucleosynthese gaat door totdat de sterkern uit ijzer bestaat. Het ineenpersen van ijzerkernen kost meer energie dan het uit fusie kan genereren, de tegendruk neemt explosief af waardoor de ster nu onder haar eigen gewicht abrupt ineenstort. Deze implosie, en het wegwerpen van de buitenste lagen, noemt men een supernova. De zwaartekracht wint het nu deels van de ontaardingsdruk geproduceerd door het Pauliprincipe, dat de elektronen op afstand van de atoomkernen houdt. De elektronen worden in de atoomkern geperst. De elektronen smelten samen met de protonen in de kern en vormen zo neutronen. Deze overgebleven sterkern van samengeperste neutronen is de neutronenster.
Elke hoofdreeksster met een beginmassa van minimaal acht maal de zon (8 M☉) heeft de potentie om een neutronenster te produceren. Als de evolutie van een ster na de hoofdreeks verdergaat, kan het fusieproces uiteindelijk een sterkern rijk in ijzer creëren. Wanneer alle brandstof voor het fusieproces in de kern op is, heeft de kern alleen degeneratieve tegendruk nog om zichzelf in stand te houden. Toenemende afzetting van materie naar de kern door het fusieproces in de fusieschil van de ster kan de massa van de kern over de Chandrasekhar-limiet laten gaan. Degeneratieve elektronendruk wordt overwonnen en de materie in de kern stort verder ineen waarbij de temperatuur oploopt tot meer dan vijf miljard kelvin. Bij deze temperatuur vindt er fotodesintegratie plaats: het uiteenvallen van ijzermolecuulkernen tot alfadeeltjes, door hoog energetische gammastraling. Terwijl de temperatuur blijft toenemen zullen elektronen en protonen gaan combineren tot neutronen via elektronenvangst, waarbij een vloedgolf aan neutrino's vrijkomt. Als de dichtheid een nucleaire dichtheid van 4×1017 kg/m3 bereikt stopt degeneratieve druk van neutronen het ineenkrimpen. Het neerdalen van de buitenste sterschil wordt gestopt en deze wordt van de kern af geschoten door een schokgolf van neutrino's, die geproduceerd worden bij het vormingsproces van de neutronen en ontstaat er een supernova. Wat er overblijft is de neutronenster.
Wanneer een sterkern van een zware ster wordt samengeperst tijdens een supernova type II of type Ib of Ic en ineenstort tot een neutronenster, zal ze het grootste deel van haar impulsmoment behouden. Doordat een neutronenster maar een fractie van de straal heeft van de oorspronkelijke ster (en daardoor haar traagheidsmoment flink gereduceerd is), wordt een neutronenster met een extreem hoge rotatiesnelheid gevormd. Heel langzaam neemt de rotatiesnelheid af. Van neutronensterren is bekend dat zij een rotatieperiode hebben tussen 1,4 milliseconden tot 30 seconden. Vanwege de ongelooflijk hoge dichtheid is de zwaartekracht aan de oppervlakte ook gigantisch, met waarden van meestal rond de 1012 tot 1013 m/s2, meer dan 1011 maal die van de aarde. Met zo'n zwaartekracht hebben neutronensterren een bijbehorende ontsnappingssnelheid tussen de 100.000 en 150.000 km/s, een derde tot de helft van de lichtsnelheid. De zwaartekracht van een neutronenster trekt invallende materie aan tot enorme snelheden en de resulterende impact zal de atomen van zo'n invallend object kapot maken. Deze materie zal hierna identiek zijn geworden aan de rest van de ster.

## Eigenschappen

### Massa en temperatuur
Een neutronenster heeft een massa van ten minste 1,1 M☉ en reikt wellicht tot 3 M☉. De maximale geobserveerde massa voor een neutronenster is een zonsmassa van 2,01. Maar over het algemeen zijn compacte sterren met minder dan 1,39 M☉ (de Chandrasekhar-limiet) witte dwergen, terwijl compacte sterren met een massa tussen 1,4 M☉ en 3 M☉ (de Oppenheimer-Volkofflimiet) neutronensterren zouden moeten zijn. Er zit wat speling in van tienden zonsmassa, waar de massa's van lichtere neutronensterren en zwaardere witte dwergen overlappen. Boven 2,16 M☉ zou in het object de degeneratieve neutronendruk overwonnen worden en zal door zwaartekrachtimplosie een stellair zwart gat moeten ontstaan, alhoewel deze alleen met 5 zonsmassa of hoger indirect zijn geobserveerd. Tussen 3 en 5 zonsmassa bestaan er theorieën voor mogelijke quarksterren en/of bijzondere elektro-zwakke sterren, echter zijn deze nog nooit in de praktijk bewezen.
Men schat de temperatuur binnen in een pas gevormde neutronenster op 1011 tot 1012 kelvin. Echter zal na de eerste jaren de gigantische hoeveelheid uitgestraalde neutrino's de temperatuur van een geïsoleerde neutronenster meteen al doen afnemen tot 106 K. Bij deze lagere temperatuur wordt de meeste em-straling van een neutronenster in het röntgenspectrum geproduceerd.

### Dichtheid en druk
Neutronensterren hebben een gemiddelde dichtheid van 3,7×1017 kg/m3 tot 5,9×1017 kg/m3 (2,6×1014 tot 4,1×1014 maal zo hoog als de dichtheid van de zon), wat vergelijkbaar is met de dichtheid in een atoomkern van 3×1017 kg/m3. De dichtheid van een neutronenster varieert van zo'n 1×109 kg/m3 in de korst en neemt met diepte toe tot ongeveer 6 of 8×1017 kg/m3 (een hogere dichtheid dan een atoomkern). Een neutronenster is zo compact dat 5 milliliter ervan een massa van 5,5×1012 kg heeft, 900 keer zo zwaar als de piramide van Cheops. In het kolossale zwaartekrachtveld van een neutronenster zou een theelepel van dit materiaal 1,1 1025 N wegen, wat 15 keer zo veel is als wat de maan zou wegen als ze op het oppervlak van de aarde worden geplaatst. De totale massa van de aarde zou in een bolletje van 305 meter doorsnee passen (de grootte van de Arecibo-telescoop) rekenend met de dichtheid van een neutronenster. De druk neemt toe van 3,2×1031 Pa in de binnenste korst tot 1,6×1034 Pa in de kern.
De toestandsvergelijking van materie tijdens deze extreme hoge dichtheden is niet precies bekend, doordat het problemen oplevert het gedrag met betrekking tot de kwantumchromodynamica, de supergeleiding en superfluïditeit correct te voorspellen. Het is ook erg lastig om de eigenschappen van deze extreme objecten op honderden parsecs afstand te observeren.
Een neutronenster deelt sommige eigenschappen met een atoomkern, zoals de dichtheid (slechts een factor 10 verschil). Ze is samengesteld uit nucleonen. In de wat populairdere wetenschappelijke artikelen wordt ze soms dan ook omschreven als "reuzen-nucleon". Echter zijn er in andere opzichten toch wel sterke verschillen. Een nucleon wordt bijeen gehouden door sterke kernkracht, bij een neutronenster vindt dit plaats door zwaartekracht. De dichtheid van een atoomkern is uniform, terwijl men bij neutronensterren voorspelt dat ze bestaan uit meerdere lagen, die bestaan uit verschillende opmaak en dichtheden.

### Magnetisch veld
De kracht van het magnetisch veld aan het oppervlak van een neutronenster varieert van circa 104 tot 1011 tesla. Dit is een orde van grootte die hoger is dan welk ander object dan ook. Ter vergelijking: een continu magnetisch veld van 16 T is gerealiseerd in een laboratorium en bleek voldoende om een levende kikker gewichtloos te maken door diamagnetisme. Variaties van magnetische veldkracht zijn hoogstwaarschijnlijk de voornaamste reden dat men onderscheid in neutronensterren kan maken aan hand van de spectra en verklaart het periodieke karakter van pulsars.
De neutronensterren die vallen onder de categorie magnetar hebben het krachtigste magnetisch veld, in een orde van grootte van 108 tot 1011 tesla. Tegenwoordig is het alom geaccepteerd dat dit type neutronenster verantwoordelijk is voor het soft gamma repeater-fenomeen. Een magnetische energiedichtheid van een veld van 108 T is extreem en overtreft de massa-energiedichtheid van gewone materie. Velden met zo'n enorme kracht zijn in staat om het vacuüm zo ver te polariseren dat het dubbelbrekend wordt. Fotonen kunnen er samensmelten of in tweeën splijten, er worden onder deze omstandigheden paren van virtuele deeltje-antideeltjes gevormd. Het veld beïnvloedt het energieniveau van elektronen en atomen worden in dunne cilinders geforceerd. In tegenstelling tot gewone pulsars kan bij magnetars de rotatievertraging direct worden veroorzaakt door de kracht van het magnetisch veld. De veldsterkte is voldoende om een barst in de korst te veroorzaken. Deze barsten veroorzaken sterbevingen, wat we kunnen observeren als extreem lichtsterke, milliseconde durende, harde gammaflitsen. De bijbehorende explosie wordt in het magnetisch veld gevangen en is zichtbaar terwijl de ster roteert, wat dan wordt waargenomen als straling van een periodieke softgammarepeater, met een periode van 5 tot 8 seconden, die slechts een paar minuten duurt.
Hoe het magnetisch veld tot stand komt is nog niet helemaal duidelijk. Een hypothese is dat er "fluxbevriezing" plaatsvindt, of behoud van de originele magnetische flux tijdens het vormingsproces van de neutronenster. Wanneer een object een bepaalde magnetische flux bezit over een bepaald oppervlak, waarna die oppervlakte op een bepaalde manier krimpt, terwijl de magnetisch flux bewaard blijft, zal het magnetisch veld op gelijke wijze in kracht toenemen. Met het enorme oppervlak van een ster wat omgezet wordt in een veel kleinere neutronenster, zal een conservatie van magnetische flux in een veel sterker magnetisch veld resulteren. Echter is deze simpele verklaring niet voldoende om de magnetische veldkracht van neutronensterren helemaal te verklaren.

### Zwaartekracht en toestandsvergelijking
Het zwaartekrachtveld op het oppervlak van een neutronenster is tweehonderd miljard maal zo sterk als dat op aarde, met een waarde van zo'n 2,0×1012 m/s2. Zo'n krachtig zwaartekrachtveld veroorzaakt een zwaartekrachtlenseffect en buigt de straling die verzonden wordt op zo'n manier, dat delen van de normaal gesproken onzichtbare achterkant, zichtbaar worden. Als de straal van de neutronenster 3GM/c2 of minder is, kunnen de fotonen in een omloop gevangen raken, waardoor het gehele oppervlak van een neutronenster zichtbaar zal zijn vanuit een enkel observatiepunt, samen met afbrokkelende omloopbanen van fotonen op of onder 1 straalafstand van de ster.
Als een object zou vallen in de 12-kilometerradius van een neutronenster zou het na 1 meter een snelheid hebben verkregen van 1400 kilometer per seconde. Ook zou het object door het getijdenveld nog voor de impact spaghettificatie ondergaan, waardoor elke soort gewone materie uiteen getrokken wordt tot een lange dunne sliert.
Vanwege deze enorme zwaartekracht treedt er beduidende gravitationele tijdsdilatatie ten opzichte van een neutronenster en de aarde op. Zo kan er 8 jaar verstrijken op het oppervlak van een neutronenster en tegelijkertijd 10 jaar hier op aarde verlopen, exclusief het tijdsdilatatie-effect van de zeer snelle rotatie.
Relativistische toestandsvergelijkingen voor neutronensterren beschrijven de verhouding van de straal tot de massa, met verschillende theoretische modellen. De waarschijnlijkste straalgrootte van een neutronenster met de bijhorende massa wordt begrensd door model AP4 (kleinste straal) en model MS2 (grootste straal). BE is hierin de massa/energieverhouding van bindingsenergie van de zwaartekracht die gelijk is aan de geobserveerde massa van de neutronenster, met "M" in kilogrammen en de straal "R" in meters,
{\displaystyle BE={\frac {0.60\,\beta }{1-{\frac {\beta }{2}}}}}      {\displaystyle \beta \ =G\,M/R\,{c}^{2}}
Waarbij de volgende waarden gelden
{\displaystyle G=6.67408\times 10^{-11}\,{\text{m}}^{3}{\text{kg}}^{-1}{\text{s}}^{-2}}
{\displaystyle c=2.99792458\times 10^{8}\,{\text{m}}/{\text{s}}}
{\displaystyle M_{\odot }=1.98855\times 10^{30}\,{\text{kg}}}
en de stermassa "M" doorgaans weergegeven als meervoud van een zonsmassa,
{\displaystyle M_{x}={\frac {M}{M_{\odot }}}}
en is de relativistische fractie bindingsenergie van een neutronenster
{\displaystyle BE={\frac {886.0\,M_{x}}{R_{\left[{\text{in meters}}\right]}-738.3\,M_{x}}}}
Een neutronenster van twee zonsmassa zal niet compacter zijn dan een straal van 10.970 meter (met het AP4-model).
De toestandsvergelijking voor een neutronenster is nog niet bekend. Aangenomen wordt dat ze grote verschillen heeft met de toestandsvergelijking voor witte dwergen, waarvan de toestandsvergelijking voor ontaard gas wordt genomen die kan worden benaderd met de speciale relativiteitstheorie. Echter kunnen bij een neutronenster de toenemende gevolgen van de algemene relativiteitstheorie niet langer worden genegeerd. Verschillende toestandsvergelijkingen zijn al voorgedragen (FPS, UU, APR, L, SLy en andere) en hedendaags onderzoek probeert nog steeds om de theorieën te beperken om de materie in een neutronenster te kunnen voorspellen. Dit betekent ook dat de verhouding tussen de dichtheid en de massa niet volledig begrepen wordt, wat onzekerheden geeft in de schattingen van de straal van een neutronenster. Bijvoorbeeld kan een neutronenster van anderhalve zonsmassa een mogelijke straal hebben van 10,7, 11,1, 12,1 of 15,1 kilometer (respectievelijk volgens de EOS FPS-, UU-, APR- of L-modellen).

## Structuur

Doorsnede van een neutronenster. Dichtheid ρ_{0} als verzadigde nucleonenmaterie, waar de nucleonen elkaar beginnen te raken.

Ander model voor de structuur in een neutronenster

Het huidige begrip van de structuur van neutronensterren wordt gedefinieerd door beproefde wiskundige modellen. Het is wellicht mogelijk om ook sommige details af te leiden aan de hand van observaties van de vibraties van neutronensterren. Met de asteroseismologie, de studie van sterbevingen van gewone sterren, kan de innerlijke structuur van neutronensterren worden onthuld door het analyseren van de frequentiespectra van stellaire oscillaties.
De huidige modellen voorspellen dat materie op het oppervlak van een neutronenster bestaat uit gewone atoomkernen die in een solide rasterwerk worden gedrukt, met een zee van elektronen die door de gaten ervan stroomt. Dat deze atoomkernen van ijzer zijn acht men een serieuze mogelijkheid vanwege de hoge bindingsenergie van een ijzerkern. Het is ook goed mogelijk dat zware kernen zoals die van ijzer simpelweg onder het oppervlak zinken en alleen de lichtere kernen zoals die van waterstof en helium boven blijven. Wanneer de oppervlaktetemperatuur hoger is dan 106 kelvin (zoals bij een jonge pulsar), zou het oppervlak vloeiend moeten zijn in plaats van de vaste fase die wellicht bestaat bij de koelere neutronensterren (temperatuur <106 kelvin).
De veronderstelde "atmosfeer" van een neutronenster is hooguit een paar micrometer dik en de dynamiek erin zal volledig onderhevig zijn aan het extreme magnetische veld. Onder deze atmosfeer vindt men een solide "korst". Deze korst is extreem hard en zeer glad (met een maximum van ruwheden van 5 mm) vanwege het supersterke zwaartekrachtveld.
Dieper naar binnen vindt men atoomkernen met steeds grotere aantallen neutronen; deze kernen zouden snel vervallen onder aardse omstandigheden maar worden door de kolossale druk in stand gehouden. Dit proces neemt toe al naargelang men dieper gaat, waarbij ook steeds meer losgeschoten neutronen voorkomen. In dit gebied is er een mix van atoomkernen, vrije elektronen en neutronen. De atoomkernen worden steeds kleiner hoe dieper men gaat (doordat zwaartekracht en druk de sterke kernkracht teniet doen) tot de kern wordt bereikt, waar de meeste vrije neutronen zijn. Men verwacht er een hiërarchische structuur van verschillende fasen van nucleonen-materie aan te treffen in de binnenste korst, die men ook wel nucleonenpasta noemt. Hierin verwacht men grotere structuren en kleinere leegtes al naargelang de druk toeneemt. De samenstelling van deze uiterst compacte materie blijft vooralsnog onduidelijk.

## Straling

### Pulsars
Neutronensterren worden gedetecteerd aan de hand van hun elektromagnetische straling. Neutronensterren worden doorgaans geobserveerd door hun pulsen van radiogolven en andere em-straling. Neutronensterren waar men regelmatig pulserende straling van opvangt noemt men pulsars.
De straling van pulsars wordt geacht te worden veroorzaakt door deeltjesversnelling nabij de magnetische polen, die overigens niet ten opzichte van de rotatieas op noord en zuid hoeven te staan bij een neutronenster. Men neemt aan dat een groot elektrisch veld ophoopt bij de magnetische polen, wat resulteert in uitstraling van elektronen. Deze elektronen worden versneld langs de veldlijnen van het magnetisch veld waardoor er ook een sterke polarisering plaatsvindt. Bovendien kunnen hoog energetische fotonen interactie aangaan met lager energetische fotonen en met het magnetisch veld voor paarproductie zorgen van elektronen, wat door het proces van positronannihilatie weer leidt tot meer hoog energetische fotonen.
De straling die van de magnetische polen afkomt kan worden omschreven als "magnetosferische straling", refererend aan de magnetosfeer van een neutronenster.
Wanneer de rotatieas van een neutronenster anders is dan de magnetische as, zullen deze bundels van straling alleen te zien zijn wanneer de magnetische as naar de waarnemer gericht staat tijdens de rotatie van de neutronenster. Daardoor worden periodieke pulsen waargenomen die samenvallen met de rotatie van de neutronenster.

### Spectra
Neutronensterren worden niet alleen in radiogolven geobserveerd, maar ook in andere delen van het elektromagnetisch spectrum. Onder andere in licht, infrarood, ultraviolet, röntgenstraling en gammastraling. Is de röntgenstraling sterk overheersend dan gaat het om een röntgendubbelster; zijn ze in zichtbaar licht te observeren dan noemt men ze een optische pulsar. Het leeuwendeel van de ontdekte neutronensterren zend ook radiostraling uit, inclusief die in röntgen, optisch en gammastraling gedetecteerd zijn; de Krabpulsar bijvoorbeeld produceert elektromagnetische straling over het gehele spectrum. Er zijn er ook ontdekt (radio-stille neutronensterren) die geen radiostraling verzenden.

## Rotatie
Vanwege de wet van behoud van impuls roteren neutronensterren extreem snel na hun vormingsproces; net zoals een tollende figuurschaatsster versnelt wanneer ze haar armen intrekt, zo versnelt de rotatie van de sterkern wanneer deze krimpt. Een pas gevormde neutronenster kan vele malen per seconde om de as roteren.

### Spin-down

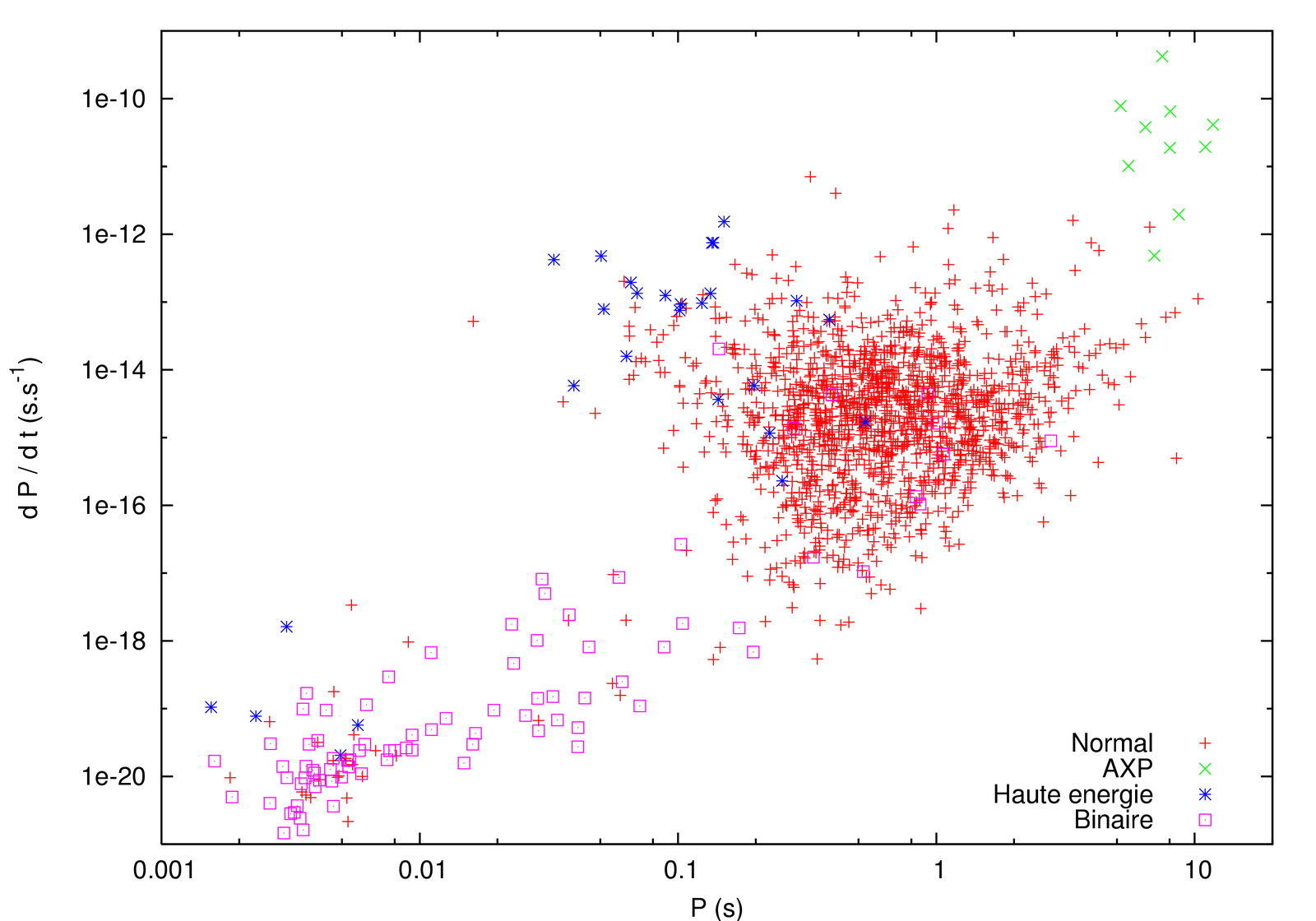
Grafiek van de spin-down als functie van periode met normale pulsars (rood), ongewone röntgenpulsars (groen), hoog energetische (blauw) en binaire pulsars (roze)

Met het verloop der tijd vertraagt de rotatie van een neutronenster; oudere neutronensterren kunnen wel een paar seconden doen over een rotatie. Dit vertragingsproces noemt men de spin-down. Deze vertraging waarmee de neutronenster in rotatie afremt is gewoonlijk zeer klein en constant.
De periode (P) is de rotatieperiode, hoe lang het duurt voor een omwenteling van de neutronenster. De mate van spin-down, de afremming van de rotatie, krijgt het symbool {\displaystyle {\dot {P}}} (P-dot), de afgeleide van P ten opzichte van de tijd. Het wordt gedefinieerd als de periodieke tijdstoename per tijdseenheid; de eenheid ervan kan worden uitgedrukt in s⋅s−1 (seconden per seconde).
De mate van spin-down van neutronensterren valt gewoonlijk in de orde van grootte van zo'n 10−22 tot 10−9 s⋅s−1, waarbij de sterren met de grootste rotatiesnelheid gewoonlijk de kleinste spin-down hebben. Wanneer een neutronenster ouder wordt vertraagt de rotatie. Uiteindelijk zal de rotatie te traag worden om de emissie van radiogolven nog dusdanig te produceren dat ze hier op aarde opgemerkt kan worden.
Met P en {\displaystyle {\dot {P}}} kan ook het minimale magnetische veld van een neutronenster worden geschat. Ook kan men aan de hand van de spin-down de leeftijd inschatten van de ster, wat voor zeer jonge pulsars nogal eens te hoog uit kan vallen.
De spin-downwaarde {\displaystyle {\dot {P}}} kan ook worden gecombineerd met het traagheidsmoment van een neutronenster om een schatting te krijgen van de spin-down lichtkracht, dat het symbool {\displaystyle {\dot {E}}} (E-dot) heeft gekregen. Dit is niet hetzelfde als de geobserveerde lichtkracht, maar een berekening van het verlies van de verloren rotatie-energie in de vorm van straling. Wanneer de spin-downlichtkracht vergelijkbaar is met de werkelijke lichtkracht wordt er aangenomen dat de rotatie de energiebron van de straling is. Met de Krabpulsar is dit ook het geval, wat sterk bewijs is dat de kinetische rotatie-energie de energiebron van de geobserveerde straling is. In het geval van een magnetar, waarbij de lichtkracht de spin-downlichtkracht met een factor honderd overstijgt, wordt aangenomen dat de lichtkracht ontstaat door magnetische verdrijving in plaats van compleet door de rotatie.
Een P- en P-dotdiagram voor neutronensterren bevat een grote hoeveelheid informatie over de pulsarpopulatie en de eigenschappen hiervan. Het is zo belangrijk dat men het ook wel vergelijkt met het Hertzsprung-Russelldiagram, maar dan voor neutronensterren.

### Spin-up
De rotatiesnelheid van een neutronenster kan ook versnellen, wat dan de spin-up wordt genoemd. Dit kan bijvoorbeeld gebeuren doordat de neutronenster materie absorbeert van begeleidende sterren, waardoor de massa toeneemt en waarbij de vorm kan veranderen in een oblate sferoïde. Hierdoor versnelt de rotatie, in het geval van de millisecondepulsar tot zelfs honderden maal per seconde.
De allersnelst roterende neutronenster ons bekend is tot nu toe PSR J1748-2446ad met 716 rotaties per seconde. In 2007 is er een vondst gerapporteerd van een röntgenstralingoscillatie, waarmee een indirecte meting van rotatie kan worden gedaan, van 1122 hertz. Dit betrof neutronenster XTE J1739-285 die dan 1122 keer per seconde zou roteren. Dit signaal is echter slechts eenmaal opgevangen en later werd deze waarde niet bevestigd.

### Haperingen en sterbevingen

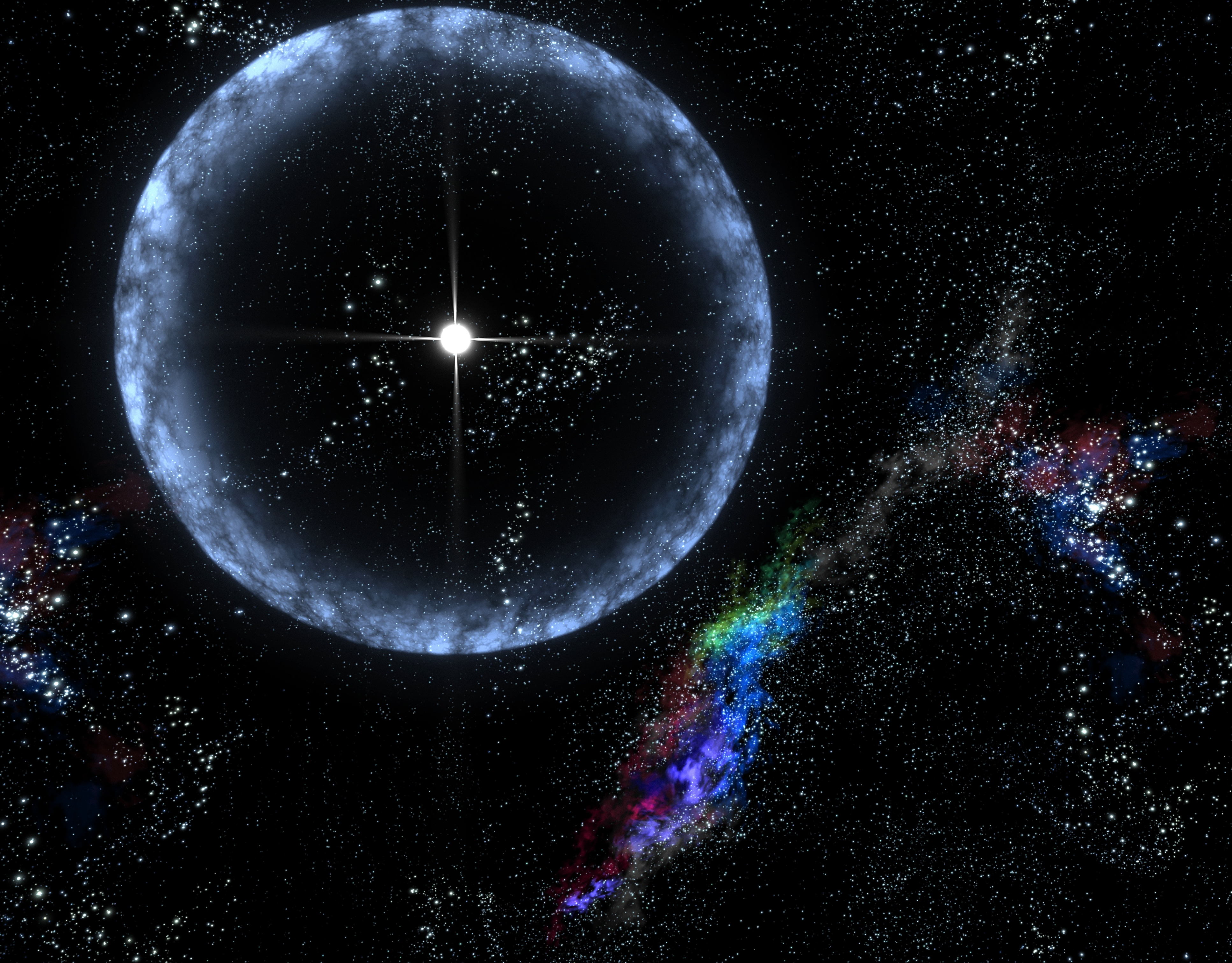
Een artistieke weergave van een NASA-medewerker. Het stelt een sterbeving van een neutronenster voor.

Soms kan er een hapering plaatsvinden, een plotselinge kleine toename van rotatiesnelheid, of spin-up. Deze haperingen worden verondersteld veroorzaakt te worden door sterbevingen - wanneer de rotatie afremt zal de vorm van de neutronenster minder bolvormig worden. Vanwege de veronderstelde onbuigzaamheid van de neutronenkorst, vertoont deze dan barsten waardoor er een sterbeving ontstaat, zoals vulkanisme bij aardbevingen. Na de sterbeving zal de ster een kleinere equatoriale straal hebben en doordat het impulsmoment bewaard blijft, neemt de rotatiesnelheid toe.
Sterbevingen die plaatsvinden op een magnetar, met daarna de hapering, zijn de tot nu toe beste theorie voor het ontstaan van het soft gamma repeaterfenomeen.
In onlangs gepubliceerd werk is echter gesuggereerd dat bij een sterbeving niet voldoende energie kan vrijkomen voor een hapering van een neutronenster. Hierbij werd als mogelijke oorzaak voor een hapering geopperd dat het transitie van wervelingen in de theoretische superfluïde kern van de neutronenster is. De werveling passeert dan van een metastabiele energiestatus naar een lagere, waarbij energie vrijkomt voor een rotatieversnelling.

### "Anti-haperingen"
Een "anti-hapering", een plotselinge kleine afname van rotatiesnelheid, of spin-down, van een neutronenster is ook geobserveerd. Het vond plaats in een magnetar, waarbij een incident van een productietoename van röntgenstraling met een factor 20 is waargenomen, met een behoorlijk spin-downeffect. De huidige modellen voor neutronensterren kunnen deze observaties niet verklaren. Mocht het een interne oorzaak gehad hebben, dan suggereert dit een verschil tussen de rotatie van de solide buitenste korst en het superfluïde deel van de innerlijke structuur van de magnetar.

## Populatie en afstanden

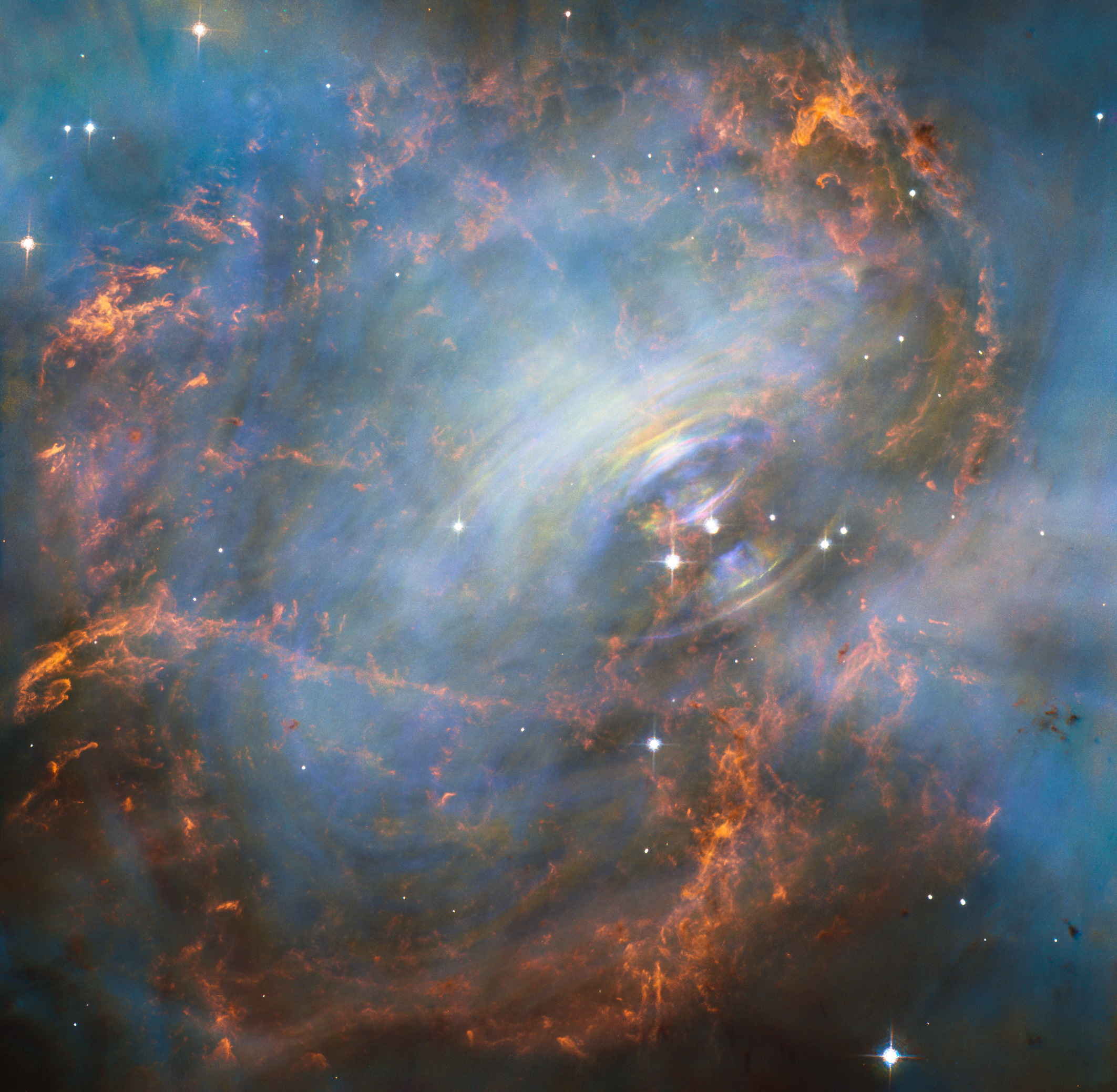
De centrale neutronenster in het hart van de Krabnevel

Op dit moment zijn er zo'n tweeduizend neutronensterren bekend in de Melkweg en de Magelhaense wolken, waarvan het leeuwendeel ontdekt is doordat het radiopulsars zijn. Neutronensterren zijn voornamelijk geconcentreerd langs de schijf van de Melkweg hoewel de verspreiding loodrecht op de schijf groot is, doordat supernova-explosies een flinke snelheid (400 km/s) kunnen geven aan de nieuwgeboren sterren.
Twee van de dichtstbijzijnde neutronensterren zijn RX J1856.5-3754, op zo'n 400 lichtjaar van de aarde en PSR J010801431 op 424 lichtjaar. RX J1856.5-3754 is lid van een nauwe groep neutronensterren genaamd The Magnificent Seven (naar de gelijknamige film), die alle relatief dichtbij liggen. Een ervan in transitie van de Kleine Beer heeft de bijnaam Calvera (naar de schurk uit de film) gekregen van haar Amerikaanse en Canadese onderzoekers. Deze groep snel bewegende sterren werd ontdekt met de ROSAT-satelliet voor de Bright Source Catalog.
Neutronensterren zijn met de moderne technologie alleen zichtbaar tijdens de allervroegste stadia van hun bestaan. Ze zijn bijna altijd jonger dan 1 miljoen jaar, dit is dan ook maar een fractie van alle neutronensterren, doordat de oudere alleen te detecteren zijn via de minimale zwarte-straleremissies en de zwaartekrachteffecten op andere hemelobjecten. Zo is het statistisch gezien waarschijnlijk dat er ten minste 1 neutronenster zich op maar 10 parsec (ruim 32 lichtjaar) van de zon moet bevinden. Dat is veel dichterbij dan de dichtstbijzijnde ontdekte neutronensterren, maar ze is tot nu toe onvindbaar.

## Binaire neutronensterren

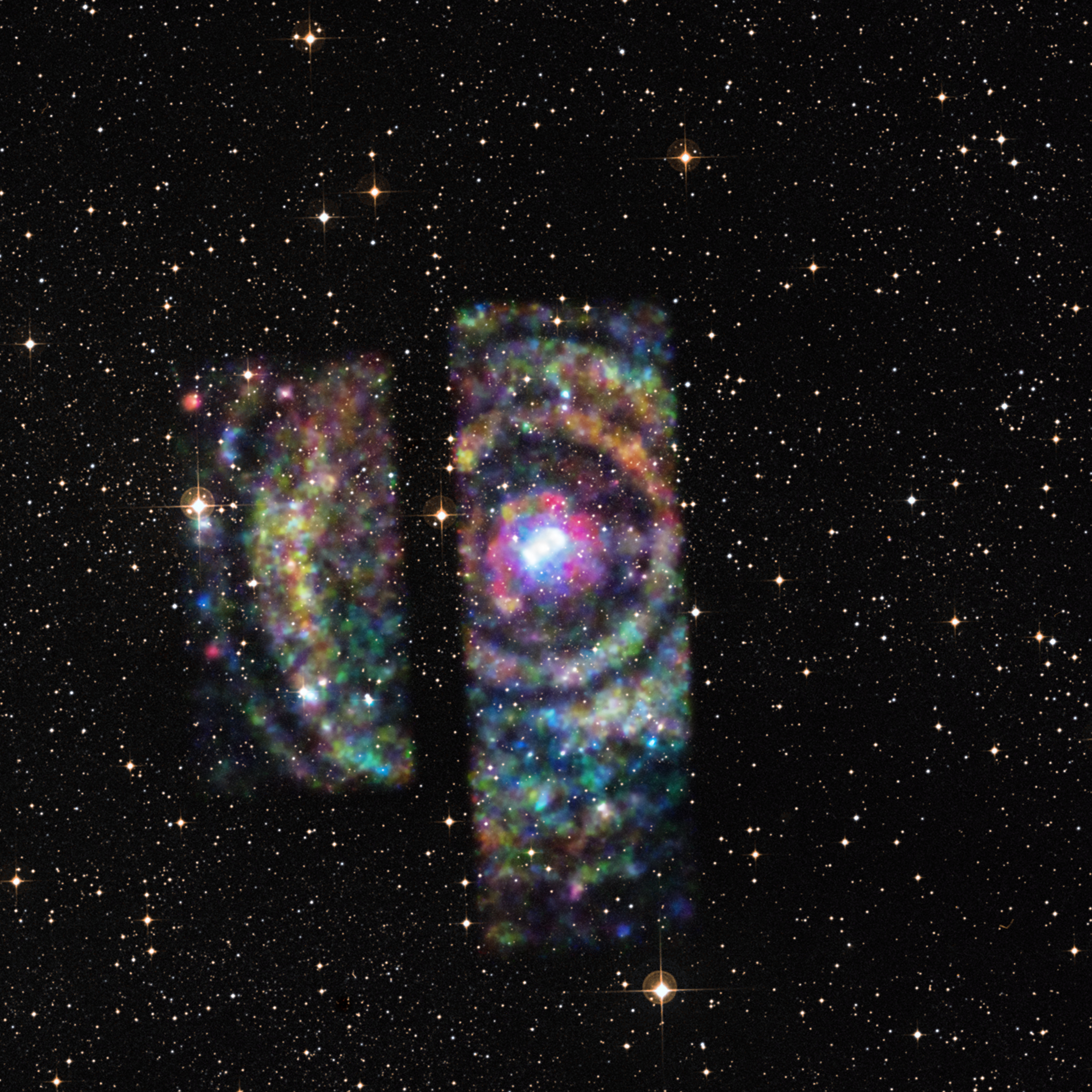
Weergave van röntgenstraling van Circinus X-1, binaire neutronensterren, gemaakt op 24 juni 2015 door het Chandra X-ray Observatory

Ongeveer 5% van alle bekende neutronensterren is onderdeel van een dubbelster. Het vormingsproces en levensverloop van binaire neutronensterren kan complex zijn. Ze zijn geobserveerd als dubbelster met hoofdreeksdwergsterren, maar ook met rode reuzen, witte dwergen en andere neutronensterren. Volgens moderne theorieën van sterevolutie van dubbelsterren verwacht men dat de combinatie stellair zwart gat en neutronenster ook moet bestaan. Een samensmelting van twee neutronensterren, of een neutronenster met een zwart gat, zal detecteerbare zwaartekrachtgolven produceren, zoals ook geregistreerd is met GW170817.

### Röntgendubbelsterren
Dubbelsterren met neutronensterren zenden vaak röntgenstraling uit, veroorzaakt door heet gas dat neerdaalt naar het oppervlak van de neutronenster. De bron van het gas is de begeleidende ster. Als ze elkaar dicht genoeg hebben benaderd worden de buitenste lagen er als het ware afgesnoept door de sterkere zwaartekracht van de neutronenster. Tijdens het accretieproces zal de neutronenster in massa toenemen en kan ze naar verwachting hierdoor zelfs evolueren tot stellair zwart gat.

### Samensmeltingen van binaire neutronensterren en nucleosynthese
Binaire neutronensterren zullen in omloop afnemen door het uitstralen van zwaartekrachtgolven. Uiteindelijk zullen de neutronensterren contact maken en samensmelten. Deze samensmelting van neutronensterren is een van de geloofwaardigste oorzaken voor het ontstaan van de short gamma-ray burst (kortdurende gammaflits). Hiervoor zijn sterke aanwijzingen gevonden tijdens de observatie van een kilonova die geassocieerd wordt met de kortdurende gammaflits GRB 130603B en uiteindelijk werd het bewijs vastgesteld door de detectie van de zwaartekrachtgolf GW170817 door het LIGO en het Virgo, waarbij ook een gammaflits werd opgevangen (GRB 170817A). 70 observatoria over de gehele aardbol en ook satellieten in de ruimte detecteerden deze astronomische gebeurtenis. Men gelooft dat het licht dat uitgezonden werd in deze kilonova geproduceerd is door het radioactief verval van de uitgestoten materie van de twee neutronensterren. Deze uitgestoten materie is een mogelijke verklaring voor het bestaan van elementen zwaarder dan ijzer in het heelal, iets wat tot deze detectie vooral werd toegedicht aan nucleosynthese bij supernovae en het 'r-proces'. Een gewone ster kan immers geen elementen met een groter atoomnummer dan ijzer produceren. Toch worden deze zwaardere elementen overal gevonden.

## Planeten

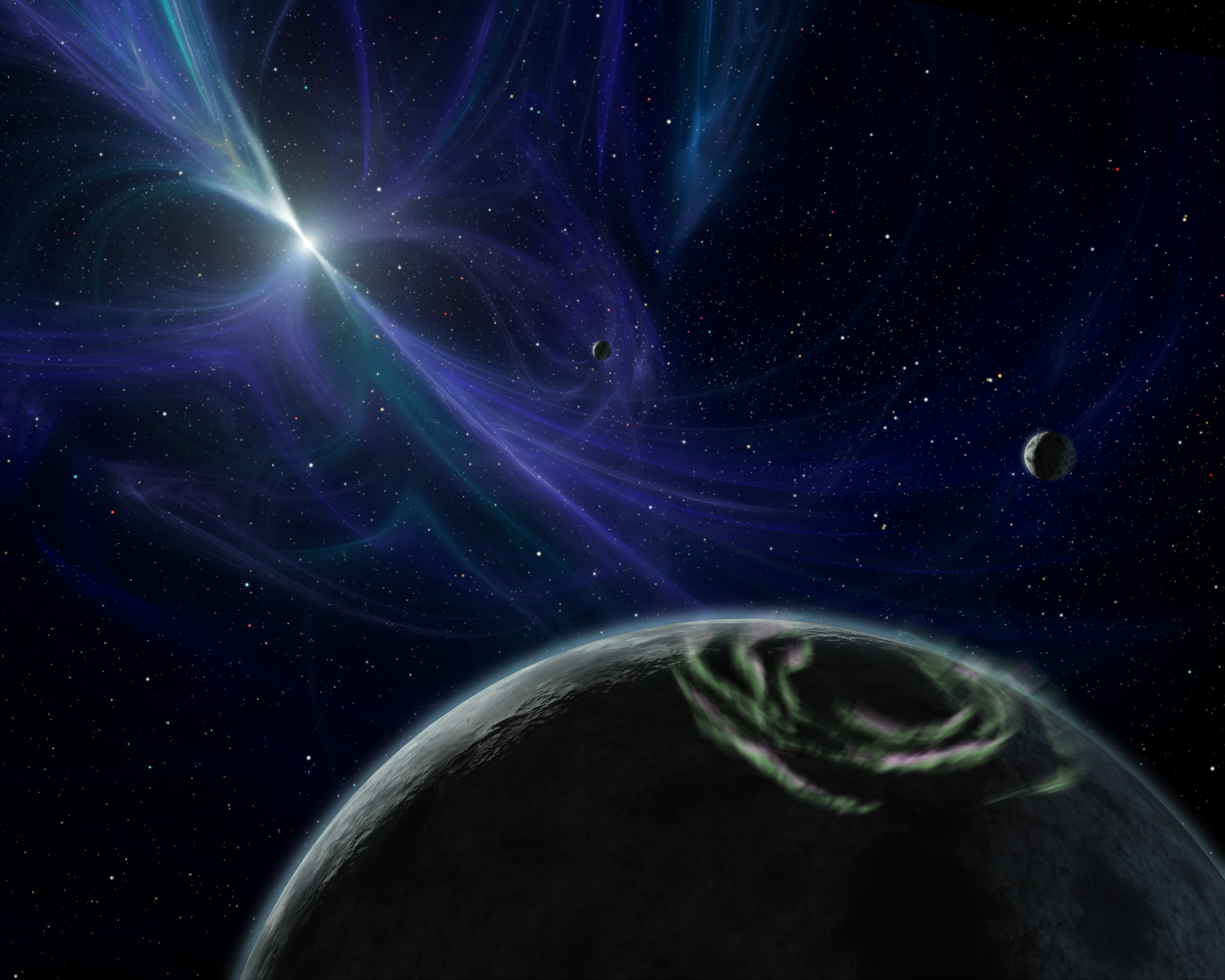
Een fictieve planeet in een baan om een pulsar met een sterk noorderlicht

Neutronensterren kunnen een of meerdere planeten in omloop hebben. Dit kunnen de originele planeten (van voor de supernova) zijn, of ze kunnen later in een omloopbaan gevangen worden. Ook kan het het resultaat van een tweede planetair formatieproces betreffen. Het is niet ondenkbaar dat een pulsar de atmosfeer van zo'n planeet compleet zal vernietigen vanwege de hevige straling. Doordat het signaal van een pulsar zo exact te timen valt, is het detecteren van planeten in omloop met de transitiemethode erg gemakkelijk en kunnen veel kleinere planeten worden gedetecteerd dan doorgaans het geval is. Twee zulke systemen zijn definitief bewezen. De drie allereerste exoplaneten die ooit ontdekt zijn, zijn Draugr, Poltergeist en Phobetor rond de pulsar PSR B1257+12, ze werden ontdekt in 1992-1994. Hiervan is Draugr de tot nu toe allerkleinste ontdekte exoplaneet met een massa van twee maal die van de Maan. Om PSR B1620-26 draait ook een exoplaneet, deze dubbelster bestaat uit een neutronenster en een witte dwerg. Ook zijn er een aantal niet bevestigde kandidaten. Pulsarplaneten zullen erg weinig zichtbaar licht ontvangen maar des te meer ioniserende straling en hoog energetische sterrenwind, waardoor de leefomstandigheden er bijzonder slecht zijn.

## Historie van ontdekkingen

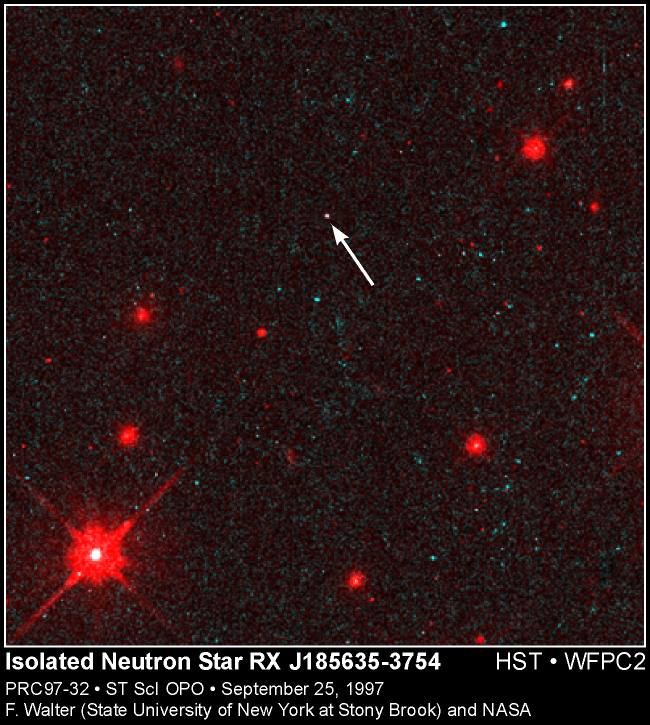
De eerste direct geobserveerde neutronenster in zichtbaar licht is RX J1856.5-3754.

Tijdens de bijeenkomst van de American Physical Society in december van 1933 stelden Walter Baade en Fritz Zwicky het bestaan van neutronensterren voor. Dit was minder dan twee jaar nadat het neutron ontdekt werd door Sir James Chadwick. In hun zoektocht naar een verklaring voor het fenomeen supernova, was hun voorlopige voorstel dat tijdens zo'n explosie gewone sterren transformeerden in sterren die uit bijzonder dicht op elkaar gepakte neutronen bestonden, die ze toen neutronensterren noemden. Van neutronensterren werd toentertijd aangenomen dat ze te zwak zouden stralen om te worden waargenomen en er werd dan ook niet veel aan gedaan om ze te vinden. Tot november 1967, toen Franco Pacini opmerkte dat als neutronensterren roteerden en een groot magnetisch veld moesten bezitten, dat deze elektromagnetische straling zou moeten worden uitgestraald. Zonder dat hij het wist zouden Antony Hewish en zijn onderzoeksassistente Jocelyn Bell bijna tegelijkertijd de eerste radiopulsen opvangen van pulsars.
In 1965 ontdekten Antony Hewish en Samuel Okoye een "ongewoon sterke bron van radiostraling in de Krabnevel". Deze bron bleek later de Krabpulsar te zijn, het product van de beroemde supernova SN 1054.
In 1967 onderzocht Iosif Shklovsky de optische en röntgenwaarnemingen van Scorpius X-1 en kwam toen tot de correcte conclusie dat de straling ervan van een neutronenster komt waar een accretieproces op plaatsvindt.
In 1967 werd de allereerste pulsar ontdekt, PSR B1919+21, door Burnell en Hewish. In eerste instantie kon men vanwege de precieze timing van de signalen niet uitsluiten dat het om een buitenaardse beschaving ging. Later kwam men tot de conclusie dat het om een geïsoleerde roterende neutronenster gaat en dat de rotatie de bron van energie is. Het grootste deel van ontdekte neutronensterren (zo'n 2000 stuks sinds 2010) zijn pulsars, met zeer regelmatige radiosignalen.
In 1971 werd Centaurus X-3 ontdekt door Riccardo Giacconi, Hernert Gursky, Ed Kellogg, R. Levinson, E. Schreier en H. Tananbaum. De stralingsbron vertoont pulsaties van 4,8 seconden in röntgenstraling en bevindt zich in het sterrenbeeld Centaur. Zij interpreteerden het als een roterende, hete neutronenster. De energiebron is hier de zwaartekracht, gas daalt via accretie neer op het oppervlak van de neutronenster van een begeleidende ster of uit het interstellair medium, waardoor straling vrijkomt.
In 1974 ontdekten Joseph Taylor en Russell Hulse de eerste binaire pulsar, PSR B1913+16, die bestaat uit twee neutronensterren waarvan een als pulsar wordt gezien, in omloop om het massamiddelpunt. De algemene relativiteitstheorie van Albert Einstein voorspelt dat zulke massieve objecten in nauwe binaire omloopbanen zwaartekrachtgolven moeten uitstralen, waardoor de omloopgrootte moet afnemen met het verloop van tijd. Dit is inderdaad precies zo waargenomen zoals de relativiteitstheorie voorspelt. In 1993 kregen Taylor and Hulse de Nobelprijs voor Natuurkunde voor deze ontdekking.
In 1982 hebben Don Backer et al. de allereerste millisecondepulsar ontdekt, PSR B1937+21. Dit object roteert 642 maal per seconde, deze hoge waarde plaatste toen fundamentele beperkingen aan de massa en straal van neutronensterren. Er zijn later veel millisecondepulsars ontdekt, maar PSR B1937+21 bleef 24 jaar lang de snelst roterende ooit gevonden, totdat PSR J1748-2446ad werd ontdekt, met een rotatie van meer dan 700 keer per seconde.
In 2003 ontdekten Marta Burgay et al. het eerste binaire neutronensysteem waarbij de beide componenten als pulsar detecteerbaar zijn, PSR J0737-3039. Met de ontdekking van deze dubbelster konden vijf verschillende testen van de algemene relativiteitstheorie worden gedaan, waarvan sommige met een nog nooit eerder vertoonde precisie konden worden berekend.
In 2010 deden Paul Demorest et al. metingen om de massa te bepalen van de millisecondepulsar PSR J1614-2230 en kwamen uit op 1,97±0,04 M☉ waarbij ze gebruik maakten van de zogeheten Shapirovertraging. Dit is een de vier klassieke testen van de algemene relativiteitstheorie die ook in het zonnestelsel gedaan kan worden. Deze waarde was een flink stuk hoger dan elke andere massabepaling van neutronensterren tot dusver (de hoogste was ervoor 1,67 M☉), waardoor de beperkingen voor de interne opmaak van deze sterren opnieuw onder de loep moesten worden genomen.
In 2013 hebben John Antoniadis et al. de massa van PSR J0348+0432 bepaald op 2,01±0,04 M☉. Met hun methode, witte- dwergspectroscopie, werd het bestaan bevestigd van zulke zware neutronensterren. Ook konden ze voor de eerste keer de algemene relativiteitstheorie toetsen met zo'n massieve neutronenster.
In augustus 2017 hebben de LIGO en Virgo de eerste detectie van zwaartekrachtgolven gedaan die veroorzaakt zijn door botsende neutronensterren, GW170817.
In oktober 2018 rapporteerden astronomen dat de gammaflits GRB 150101B, ontvangen in 2015, veel eigenschappen deelt met de historische GW170817 en waarschijnlijk ook afkomstig is van een samensmelting van twee neutronensterren. Men vermoedt dat de bijbehorende kilonovae wellicht veel vaker voorkomen dan tot nu toe bekend is.
In juli van 2019 kwamen sterrenkundigen met een nieuwe methode om de Hubbleconstante te bepalen met behulp van neutronensterren, aan de hand van de neutronensterren samensmelting GW170817. Men kwam toen uit op een waarde van 70,3 km/s/Mpc.

## Overzicht van subtypen
- Neutronenster
  - Geïsoleerde neutronenster (INS): dus geen dubbelster. Naar 'Isolated Neutron Star'.
    - Pulsar: deze neutronensterren zijn sterke bronnen van radiostraling als gevolg van hun sterke magnetisch veld. Deze wordt uitgezonden in twee stralen aan de beide polen.
    - Rotatie-gedreven pulsar (RPP): neutronenster die geconcentreerde straling uitzendt naar de aarde met een voorspelbaar interval (vanwege haar sterke magnetisch veld). Naar 'Rotation Powered Pulsar'.
      - Roterende radio transient (RRAT's): men denkt dat dit pulsars zijn, met een meer sporadisch stralingskarakter en/of met grotere veranderlijkheid van puls tot puls dan het leeuwendeel van de bekende pulsars.

    - Magnetar: neutronenster met een extreem sterk magnetisch veld (1000 maal die van een gewone neutronenster).
      - Soft gamma repeater (SGR) deze magnetars vertonen onregelmatige intervallen van meerdere jaren, met grote uitbarstingen van röntgenstraling en gammastraling.
      - Abnormale röntgenpulsar ((AXP) 'Anomalous X-ray pulsar'): magnetars met sterke röntgenstraling.

    - Radiostille neutronenster: Deze stralen wel o.a. in röntgen en gammastraling maar niet in radiostraling.
      - Röntgenzwakke geïsoleerde neutronenster
      - Centrale compacte object in een supernovarest (CCO's in SNR's): jonge, radiostille, niet pulserende röntgenbronnen, waarvan men aanneemt dat het geïsoleerde neutronensterren (INS) zijn, omgeven door een supernovarest.

  - Röntgenpulsar of "accretie gedreven pulsar": Een type röntgendubbelster.
    - Een lichte röntgendubbelster (LMXB; low mass x-ray binary), een pulsar met een begeleidende ster uit de hoofdreeks, rode reus of een witte dwerg.
      - Millisecondepulsar: deze hebben een pulsperiode in de orde van een milliseconde.
        - Sub-millisecondepulsar: met een pulsperiode van meer dan een milliseconde.

      - X-ray burster: een neutronenster met een begeleider van lage massa, waardoor er een accretieproces van irreguliere pieken en stralingsenergie ontstaat.

    - Middelzware röntgendubbelster (IMXB, Intermediate-Mass X-ray Binary), dit zijn pulsars met een begeleidende ster met middelmatige massa.
    - Zware röntgendubbelster (HMXB, High Mass X-ray Binary), dit zijn pulsars met begeleidende sterren met meer dan 10 zonsmassa.
    - Binaire pulsar: Dit is een pulsar met een binaire ster, vaak een witte dwerg of een neutronenster.
- Er zijn een aantal stervormen waarvan sommige wetenschappers vermoeden dat ze bestaan, maar waarvoor nog geen sluitend bewijs voor is gevonden, zoals:
  - de protoneutronster of PNS, louter theoretisch.
  - Exotische stervormen als:
    - Quarkster: met een dichtheid groter dan een neutronenster maar kleiner dan een zwart gat. In 2018 hadden we er drie kandidaten voor.
    - Elektrozwakke ster: Een nog hypothetische vorm van een extreem zware neutronenster, waarin de quarks door de elektrozwakke kracht zouden zijn omgezet in leptonen, maar de zwaartekrachtimplosie wordt tegengegaan door de stralingsdruk. Er is nog geen bewijs voor gevonden.
    - Preonster: Dit moet dan een stervorm zijn bestaand uit preonen, ook hiervoor ontbreekt nog het bewijs.

## Voorbeelden van neutronensterren

Artistieke impressie van de accretieschijf rond neutronenster RX J0806.4-4123

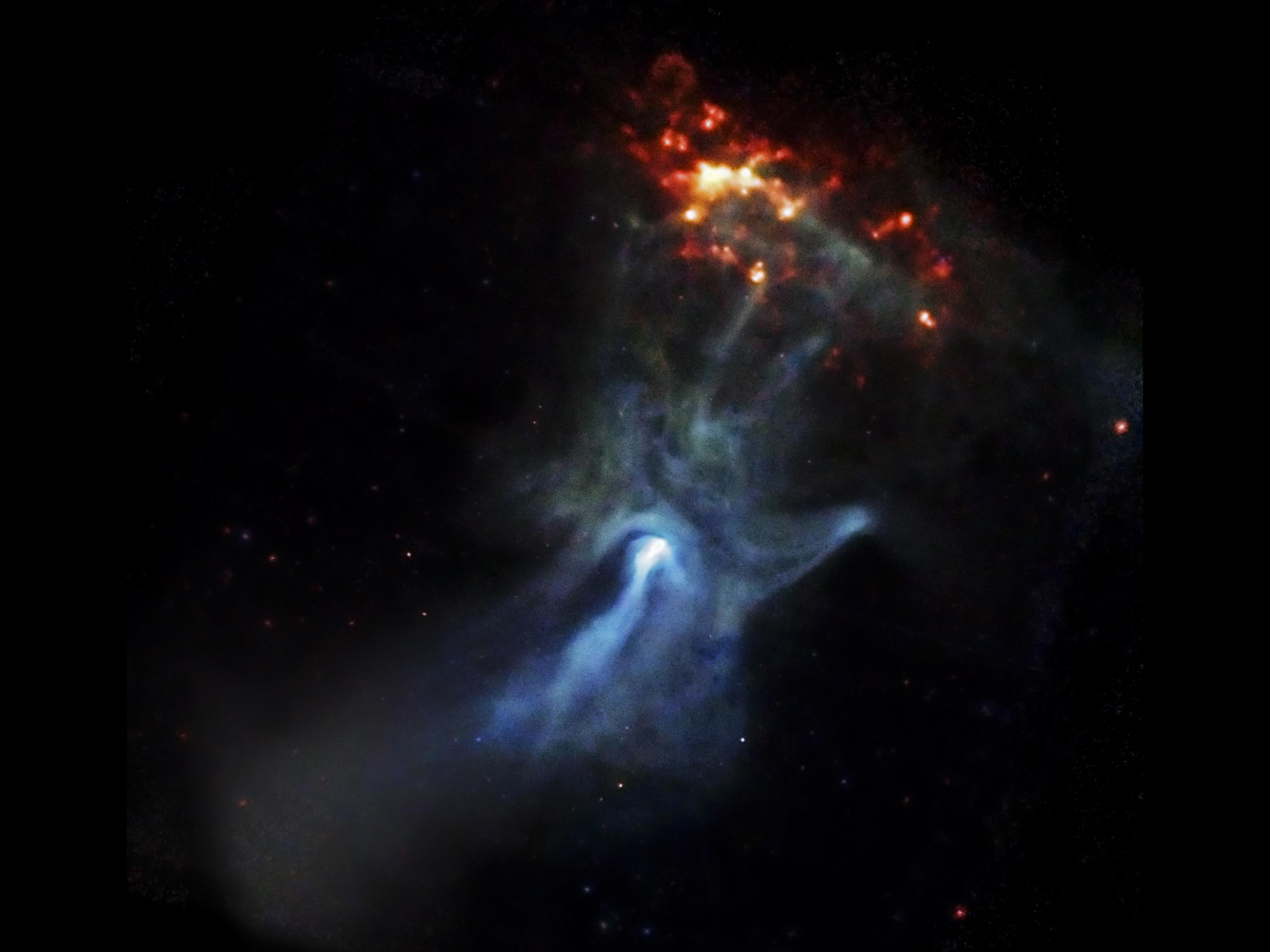
'Hand van God'

- RX J0806.4-4123 - Neutronenster die tevens een bron van infrarode straling is.
- PSR J0108-1431 - Meest nabije (afstand 424 lichtjaar) neutronenster.
- PSR B1919+21 of LGM-1 - de allereerst erkende radiopulsar.
- PSR B1257+12 - De eerste neutronenster waarbij planeten in omloop zijn vastgesteld.
- SWIFT J1756.9-2508 - Een millisecondepulsar met een sterachtig type begeleider in de orde van grootte van een planeet (kleiner dan een bruine dwerg).
- PSR B1509-58 - Hiervan is de beroemde 'Hand van God'-foto gemaakt door het Chandra X-ray Observatory.
- PSR J0348+0432 - De zwaarst bekende neutronenster van 2,01 zonsmassa.

## Galerij
- Voorbeelding van een neutronenster 500.000 keer zo zwaar als de aarde met een doorsnede van 25 kilometer.
- Simulatie van NASA van botsende neutronensterren.
- Korte weergave van hoe men verwacht dat binaire neutronensterren uiteindelijk samensmelten.

## Trivia
- Mocht er een magnetar op 200.000 km afstand van onze planeet passeren, dat is ruwweg de helft van de afstand van de Aarde naar de Maan, dan zouden door het magnetisch veld de data van alle creditcards op Aarde gewist worden.